# Чинабадский район
Чинаба́дский район (узб. Чинобод тумани) — единица административного деления Андижанской области Узбекской ССР, существовавшая в 1943—1962 годах.

## История
Чинабадский район с центром в кишлаке Чинабад был образован 13 февраля 1943 года в составе Андижанской области Узбекской ССР.
По данным на 1 октября 1948 года район включал 7 сельсоветов: им. Ахунбабаева, Елтыкашка, Куштепасарай, Сиза, Ходжаабад, Чинабад и Эскихаккулабад.
24 декабря 1962 года Чинабадский район был упразднён.

## Население
По данным переписи 1959 года, в районе проживало 30 413 человек.